# The Best of Celtas Cortos
The best of es el segundo disco recopilatorio de la banda española de rock Celtas Cortos.
Fue publicado en 1999 exclusivamente para el mercado francés y se trataba de un doble CD con 25 canciones en el que se incluían la mayoría de los grandea éxitos de la formación así como algunas rarezas como una versión de Cuéntame un cuento  en la que participaba Willy de Ville o El caimán verde del proyecto en solitario de Jesús Cifuentes, líder del grupo. 

## Lista de canciones

### Disco 1
1. Tranquilo majete
2. No nos podrán parar
3. En estos días inciertos
4. 20 de abril
5. Haz turismo
6. Romance de Rosabella y Domingo
7. Gente impresentable
8. Skaparate nacional
9. El emigrante
10. La senda del tiempo

### Disco 2
1. El túnel de las Delicias
2. Correcaminos
3. Hacha de guerra
4. El pelotazo
5. Blues del rosario
6. El Caimán Verde sigue libre
7. Días de colores
8. El ladrón de melodías
9. Horror vacui
10. El emigrante (versión étnica)
11. Riaño vivo
12. Vasos rotos
13. Escaramuza
14. La playa de los locos
15. Je ne sais pas